# 山白樱
山白樱（学名：Prunus takasagomontana）为蔷薇科李属下的一个种。